# Mitrydates II (władca Kios)
Mitrydates II (gr.: Mιθριδάτης, Mithridátēs) (ur. ok. 386 – zm. 302 p.n.e.) – władca greckiego miasta Kios z perskiej dynastii Artabazydów od 337 roku p.n.e. do swej śmierci. Syn Ariobarzanesa II, władcy Kios.
Historyk grecki Diodor Sycylijski podał, że jego panowanie trwało trzydzieści pięć lat. Wydaje się jednak, że nie panował nieprzerwanie. Nie wiadomo, jakie okoliczności doprowadziły do jego wydalenia albo podporządkowania. Nie ma o nim wiadomości, aż do jego śmierci w roku 302 p.n.e. Został stracony na rozkaz Antygona I Jednookiego, króla Azji Mniejszej, który chciał mu przeszkodzić w przystąpieniu do sojuszu z królem Macedonii, Kasandrem i jego sprzymierzeńcami. Lukian z Samosat, satyryk i retor grecki, poinformował, że miał nie mniej niż osiemdziesiąt cztery lata w czasie swej śmierci. Zapewne był tym samym Mitrydatesem, synem Ariobarzanesa, który w młodości oszukał i zgładził satrapę Kapadocji Datamesa II, w roku 362 p.n.e., na rozkaz króla perskiego Artakserksesa II.
Po śmierci Mitrydatesa II miasto Kios znalazło się w rękach Antygona, a jego bratanek i następca Mitrydates I Ktistes, syn Orotobatesa, uciekł do Pontu. Dzięki poparciu osadników pochodzenia irańskiego objął tam władzę, ostatecznie przyjmując tytuł króla w roku 281 p.n.e.